# Lingue wakashan

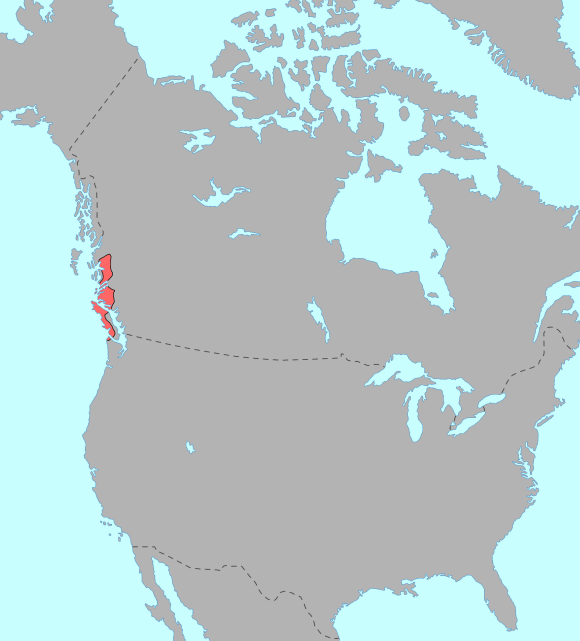
Areale originale delle Lingue Wakashan.

Le lingue Wakashan formano una famiglia linguistica di lingue native americane, parlate originariamente in Columbia Britannica nella zona dell'isola di Vancouver, e nell'angolo nord-occidentale della Penisola Olimpica dello stato di Washington, nel lato meridionale dello Stretto di Juan de Fuca.
Come è tipico della lingue parlate sulla costa del Pacifico Nord-occidentale, le Wakashan sono caratterizzate dall'avere gruppi consonantici piuttosto lunghi senza alcuna vocale o altra sonorante

## Classificazione
La famiglia Wakashan è formata da sei lingue divise in due sottogruppi:
[Tra parentesi quadre il codice linguistico internazionale]
I. Wakashan settentrionali (Kwakiutlan) 
1. Haisla (o Xaʼislak’ala, X̌àh̓isl̩ak̓ala), parlata dal popolo Haisla) – circa 240 locutori (2014). [has]
2. Kwakiutl (o Kwak'wala, Lekwiltok), parlata dai popoli Laich-kwil-tach e Kwakwaka'wakw – 255 parlanti (2014) [kwk]
3. Heiltsuk  (o Haiɫzaqvla), parlata dai popoli Heiltsuk e Wuikinuxv. Nel 2014 erano segnalati 66 locutori. [hei]
II. Wakashan meridionali (Nootkan) languages
4. Makah (o Kweedishchaaht, Kwe-Nee-Chee-Aht) parlata dal popolo Makah  ed anticamente, dal popolo estinto degli Ozette.La lingua è quasi estinta, nel 2007 erano segnalati solo una dozzina di locutori. [myh]
5. Ditidaht (o Diitiid'aatx, Nitinaht, Nitinat) parlata dal popolo Ditidaht, stanziati sulla parte meridionale dell'isola di Vancouver. La lingua è quasi estinta, nel 2014 erano segnalati solo 7 locutori [dtd]
6. Nuu-chah-nulth (o Aht, Nootka, Nutka, Nuucaan'ul, Quuquu'aca, T'aat'aaqsapa) parlata dal popolo Nuu-chah-nulth) – 130 locutori (2014) [nuk]

### Possibili relazioni con altre famiglie linguistiche
Nel 1960, il linguista Morris Swadesh suggerì che potesse esistere una connessione tra la famiglia Wakashan e quella Eskimo-Aleutina. Quest'ipotesi venne ripresa ed espansa da Jan Henrik Holst (2005), ma non trova il conforto di tutta la comunità scientifica.

## Nome e storia
Il termine Wakesh o Waukash in lingua Nuu-chah-nulth significa "buono." venne usato dai primi esploratori, incluso il Capitano James Cook, che credeva essere la denominazione tribale.
Juan de Fuca fu probabilmente il primo europeo che incontrò i popoli che parlavano lingue Wakashan. Dopo il 1786, navi inglesi spesso presero terra nella Baia di Nootka; nel 1803 l'equipaggio della nave statunitense Boston venne quasi interamente ucciso da questi Indiani.
Nel 1843 la Hudson's Bay Company istituirono una stazione commerciale a Victoria, questo portò a regolari contatti tra Europei e Canadesi coi nativi americani ("First Nation"). All'inizio del XX secolo ci fu una drammatica riduzione delle popolazioni autoctone, dovuto ad epidemie di vaiolo, perché gli indigeni, non avevano acquisito l'immunità alla nuova malattia.
Inesorabilmente, praticamente tutte le lingue della famiglia, nel corso degli ultimi anni, hanno subito un processo di deriva linguistica verso l'inglese. Anche se sono stai intrapresi dei programmi per la rivitalizzazione di alcune lingue, quasi tutte sembrano in via o a grave rischio di estinzione.